# Archipel Palmer
Pour les articles homonymes, voir Palmer.
L'archipel Palmer nommé aussi archipel antarctique est un groupe d'îles au large de la côte nord-ouest de la péninsule Antarctique dont il est séparé par le détroit de Gerlache.
L'archipel s'étend de l'île Tower au nord à l'île Anvers au sud. Il est entouré par le détroit de Gerlache et le détroit de Bismarck.

## Histoire
L'archipel fut nommé ainsi par l'explorateur belge, Adrien de Gerlache, lors de l'expédition antarctique belge, sur le Belgica (1897-1899) en hommage au capitaine Nathaniel Palmer qui navigua dans ces eaux en 1820.

## Les îles
Les principales îles qui composent l'archipel sont, du sud-ouest au nord-est :
- Île Abbott
- Île Anvers (la plus grande)
- Île Brabant (la seconde en taille)
- Île Doumer
- Île Hoseason
- Île Liège
- Île Trinity
- Île Tower

Il faut y adjoindre aussi les différentes îles de l'archipel Melchior situées entre les îles Anvers et Brabant.
|                 |
| Archipel Palmer |